# Helkenrod
Koordinaten: 50° 50′ 1″ N, 9° 30′ 36″ O
Helkenrod ist eine Dorfwüstung in der Gemarkung von Allendorf, einem Ortsteil der Gemeinde Kirchheim im nordhessischen Landkreis Hersfeld-Rotenburg.

## Lage
Die Wüstung befindet sich in einem engen Wiesengrund in einem Waldgebiet auf 361 m Höhe über NHN etwa 1,3 km nordwestlich von Allendorf im Quellbereich des Wölfelbachs an der westlichen Gemarkungsgrenze, die gleichzeitig die heutige Grenze zwischen dem Schwalm-Eder-Kreis und dem Landkreis Hersfeld-Rotenburg bildet. Etwa 800 m westlich erhebt sich die Ibrakuppe (486,9 m ü. NN), die über Wanderwege zu erreichen ist und eine weite Fernsicht bietet.

## Geschichte
Der Ort wurde im Jahre 1392 als „Heilkerode“ erstmals urkundlich erwähnt und erscheint später unter den Namen „Helkenrode“, „Hilkerode“, „Helckerode“ und „Hulckenrod“. Sein Siedlungsgebiet befand sich teilweise im hersfeldischen Amt Niederaula und teils im fuldisch-ziegenhainischen, später landgräflich-hessischen Gericht/Amt Oberaula.
Wann der Ort aufgegeben wurde, ist nicht bekannt. 1526 werden in einer Urkunde der Abtei Hersfeld nur noch Wiesen zu Helkenrode genannt, und 1591 wird es noch als Helckerode bei Kemmerode erwähnt.